# C/2007 E2 (Lovejoy)
C/2007 E2 (Lovejoy) ist ein Komet, der im Jahr 2007 mit Ferngläsern beobachtet werden konnte. Er ist der erste Komet, der mit Hilfe einer Digitalkamera ohne Verwendung eines Teleskops entdeckt wurde.

## Entdeckung und Beobachtung
Der australische Amateurastronom T. Lovejoy hatte in Queensland bereits in den 1980er und 1990er Jahren sporadisch nach Kometen gesucht. Ernsthaft begann er die Kometensuche in 2004, indem er in kurzen Abständen zahlreiche Aufnahmen von den gleichen Himmelsarealen machte und diese mit einem Blinkkomparator verglich. In der Zeit vom 15. bis zum 17. März 2007 hatte er wieder mehrere Aufnahmen mit seiner Digitalkamera gemacht, die mit einem 200-mm-f/2,8-Objektiv bestückt war. Darauf entdeckte er seinen ersten Kometen. Teleskopische Aufnahmen von verschiedenen Beobachtern an den folgenden Tagen konnten die Entdeckung bestätigen. Die Helligkeit lag bereits bei etwa 10 mag und der Komet war zu dieser Zeit nur noch etwa 1,1 AE von Sonne und Erde entfernt. Kurz darauf konnte Brian Marsden eine vorläufige Bahnberechnung durchführen.
Ab Mitte März war der Komet auch auf der Nordhalbkugel in der Morgendämmerung zu finden. Seine Helligkeit lag bei etwa 7–8 mag. Er wanderte rasch nach Norden und war ab Mitte Mai die ganze Nacht zu sehen, während seine Helligkeit bereits wieder abnahm. Teleskopisch konnte der Komet noch bis Ende August beobachtet werden.
Lovejoy erhielt dafür im Jahr 2007 gemeinsam mit zwei Entdeckern anderer Kometen den Edgar Wilson Award.

## Umlaufbahn
Für den Kometen konnte aus 1648 Beobachtungsdaten über einen Zeitraum von 158 Tagen eine elliptische Umlaufbahn bestimmt werden, die um rund 96° gegen die Ekliptik geneigt ist. Die Bahn des Kometen steht damit fast senkrecht zu den Umlaufbahnen der Planeten und er durchläuft seine Bahn gegenläufig (retrograd) zu ihnen. Im sonnennächsten Punkt (Perihel), den der Komet am 27. März 2007 durchlaufen hat, war er noch etwa 163,5 Mio. km von der Sonne entfernt und befand sich damit etwas weiter von ihr entfernt als die Erde. Dieser näherte er sich am 25. April bis auf etwa 66,1 Mio. km (0,44 AE). An die anderen kleinen Planeten fanden keine nennenswerten Annäherungen statt.
In der Nähe des aufsteigenden Knotens seiner Bahn hatte der Komet sich um den 13. April 2007 sogar bis auf knapp 16,8 Mio. km (0,11 AE) der Erdbahn angenähert, die Erde erreichte diese Stelle ihrer Bahn aber erst etwa einen Monat später um den 14. Mai.
Nach den Bahnelementen, wie sie in der JPL Small-Body Database angegeben sind und die keine nicht-gravitativen Kräfte auf den Kometen berücksichtigen, bewegte sich der Komet lange vor seiner Passage des inneren Sonnensystems noch auf einer elliptischen Bahn mit einer Exzentrizität von etwa 0,99881 und einer Großen Halbachse von etwa 920 AE, so dass seine Umlaufzeit bei etwa 27.900 Jahren lag. Durch die Anziehungskraft der Planeten, insbesondere durch relativ nahe Vorbeigänge am Saturn am 22. Mai 2002 in etwa 8 ¼ AE Abstand, am Jupiter am 20. April 2007 in etwa 4 ¼  AE Distanz, und noch ein weiteres Mal am Saturn am 24. Juni 2007 in etwa 9 ¼ AE Abstand, wurde seine Bahnexzentrizität auf etwa 0,99860 und seine Große Halbachse auf etwa 778 AE verringert, so dass sich seine Umlaufzeit auf etwa 21.700 Jahre verkürzt.